# Karl Christian von Leutsch
Karl Christian von Leutsch (* 22. Dezember 1798 in Wetzlar; † 4. April 1882 in Berlin) war ein deutscher Historiker und Geograph.

## Leben

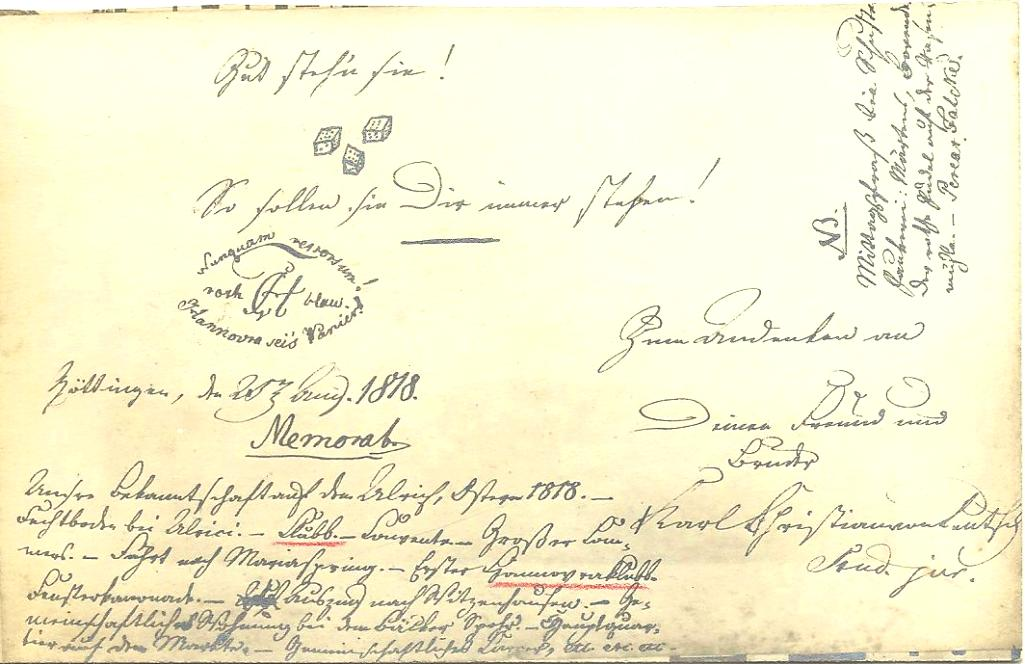
Stammbucheintrag v. Leutsch in das Stammbuch Friedrich Georg Schrader

Karl Christian von Leutsch war der zweitälteste Sohn von sieben Kindern des damals als Advokat am Reichskammergericht in Wetzlar tätigen Friedrich August von Leutsch und seiner Ehefrau Caroline Christiane geb. Hoffmann (1775–1820). Der klassische Philologe Ernst von Leutsch war einer seiner jüngeren Brüder. Er besuchte die Fürstenschule St. Afra zu Meißen von 1814 bis 1817, war aber auch bereits 1813 an der Universität Leipzig immatrikuliert. Leutsch studierte jedoch erst ab 1818 Rechtswissenschaften an den Universitäten Göttingen und Leipzig. In Göttingen wurde er Mitglied des Corps Hannovera. Bei Streitigkeiten mit den in Göttingen gegen die Studentenschaft eingesetztem Northeimer Husaren wurde er am 22. Juli 1818 verwundet. Die Ereignisse führten zum Auszug nach Witzenhausen. Danach wechselte er den Studienort und ging an die Universität Leipzig. Dort wurde er 1819 Mitglied des Corps Lusatia.
Nach dem Studium und dem Tod der Eltern betätigte er sich vornehmlich als Historiker und Geograph und untersuchte die frühe Verwaltungsgliederung Deutschlands, die Gaue. Seine Preußische Geschichte führte zu Auseinandersetzungen mit dem Zensor Naudé. Biographisch befasste er sich als einer der ersten mit dem Markgrafen Gero in einer beachteten Biographie. Er war Mitglied der Deutschen Gesellschaft zur Erforschung Vaterländischer Sprache und Altertümer in Leipzig. So wie sein Bruder sich als klassischer Philologe einen Namen machte, schränkte Karl Christian von Leutsch etwa zeitgleich seine eigene Publikationstätigkeit ein. Über sein weiteres Leben gibt es nur wenige Hinweise; oftmals werden seine Lebensdaten mit denen seiner weiteren Brüder, insbesondere mit denen seines ältesten Bruders, dem königlich hannoverschen Justizrat Friedrich Ernst von Leutsch (1797–1852), vermengt.
Leutsch blieb unverheiratet. Er wohnte zuletzt in der Lottumstraße (Berlin-Prenzlauer Berg) Nr. 14 a.

## Schriften
- Geschichte des Preussischen Reichs von dessen Entstehung bis auf die neueste Zeit. 3 Bände. Berlin 1825.
- Ein Blick auf die Geschichte des Königreichs Hannover. Zweite, mit einer Gaugeographie und Gaukarte des alten Herzogthums Sachsen vermehrte Auflage. , Leipzig 1827.
- Anleitung zur Auslegung der Griechischen und Römischen Mythen. F. A. Setig, Leipzig 1828.
- mit Benito Arias Montano: Hē Kainē Diathēkē = Novum Testamentum Graece: secundum editiones probatissimas expressum; cum Ariae Montani interpretatione Latina. Serig, Lipsiae 1828.
- Markgraf Gero. Ein Beitrag zum Verständniss der deutschen Reichsgeschichte unter den Ottenen, so wie der Geschichten von Brandenburg, Meissen, Thüringen u. s. w. ... Nebst einer Gaugeographie von Thüringen und der Ostmark, und zwei Karten. Leipzig 1828.
- mit Friedrich Bülau und Julius Weiske: Die Germania des Tacitus. Uebersetzt und in volksthümlicher, deutschrechtlicher und geographischhistorischer Hinsicht erläutert ... von F. Bülau, J. Weiske und K. von Leutsch, etc. C. H. F. Hartmann, Leipzig 1828.
- Ueber die Belgen des Julius Cäsar. Ein geographischkritischer Versuch, etc. Giessen 1844.
- Über den Orts-Namen Kleeberg. In: Nassauische Annalen. Band 4 (1850), S. 617ff.